# Răscoala Timoceană
Răscoala Timoceană (în sârbocroată Timočka buna) a fost o răscoală populară care a început în estul Serbiei (acum regiunea Timocului) la 28 septembrie 1883, condusă de Partidul Popular Radical. A fost numit cel mai important eveniment din Serbia între independență (1878) și primul război balcanic (1912). Prima bătălie a avut loc la Lukovo⁠(d) pe 21 octombrie, când răsculații au învins forțele Armatei Regale Sârbe, trimise pentru a le suprima.
Potrivit politicianului Partidului Radical, Pera Todorović, la o ședință de planificare a Comitetului Executiv al Radicalilor, înainte de răscoală, un membru a sugerat uciderea tuturor birocraților. În cuvintele Marii Enciclopedii Sovietice, răsculații au fost motivați de „vestigii ale feudalismului, cum ar fi plata în muncă și robia impusă pentru neplata datoriilor, precum și o povară fiscală insuportabilă, tiranie birocratică și puterea crescută a capitalului comercial și al cămătăriei”. Printre cererile lor s-au numărat reducerea taxelor, o mai mare autonomie locală și menținerea miliției. 
La 2 noiembrie, țăranii din regiune au refuzat să-și predea armele lunităților militare, dacă nu li se acordau altele moderne. Armatei regale reformate i-au trebuit doar câteva săptămâni pentru a zdrobi răscoala organizată defectuos, care la apogeul său controlase aproape jumătate din țară și amenințase linia dintre Belgrad și Niș. La începutul răscoalei, regele Milan I se temea că soldații nu vor „fi dispuși să tragă în propriul popor”, dar decizia sa de a plăti ofițerii dublu decât câștigau birocrații de vârf și de a acorda bonus soldaților care a luptat cu răsculații a dovedit temerile sale ca neîntemeiate. Consulul Austro-Ungariei la Belgrad a remarcat că „o nouă pagină a fost scrisă în istoria poporului sârb, când armata a lansat primul său obuz asupra răsculaților”. 
După răscoală, mulți lideri ai Partidului Radical, inclusiv Nikola Pašić, au fugit în exil. Dintre cei care au rămas, 809 au fost trimiși în judecată. Dintre aceștia, 567 au fost condamnați la muncă silnică, 68 la închisoare, 5 la detenție, iar 75 au fost eliberați. Restul de 94 au fost condamnați la moarte: douăzeci au fost executați imediat, unul s-a sinucis, zece au evadat și au fugit în exil, iar 63 au fost, în cele din urmă, grațiați.
Valea Timocului a fost și este încă populată de o comunitate românească, care a participat la răscoală. În ultima vreme, aceasta a fost comemorată de organizațiile etnice românești din Serbia și Bulgaria.